# Paralimnophila alice
Paralimnophila alice là một loài ruồi trong họ Limoniidae. Chúng phân bố ở miền Australasia.